# Teoria dos órgãos Zang Fu

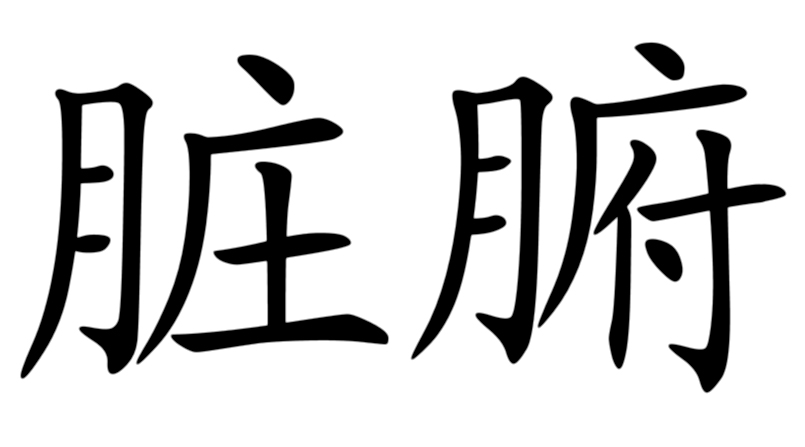
Caracteres chineseszàng fǔ (脏腑) referidos na "teoria"

A teoria dos órgãos Zang Fu se refere a como as relações entre os diversos sistemas orgânicos são compreendidas dentro do referencial da Medicina Tradicional Chinesa. O termo chinês também poderia ser traduzido como Teoria dos órgãos (Zang) e vísceras (Fu).
É fundamental considerar que as referências a órgãos não se limitam apenas a seu aspecto físico/material, mas também a seu aspecto energético/metabólico.
O equilíbrio e os intercâmbios entre estes sistemas são explicitados pela Teoria dos Cinco Elementos.

## Os órgãosZang

### Pulmão Fei
Nível Energético: Tai Yin Mão
Ligação: Baço Pancreas Tai Yin
Zodíaco: Tigre
O canal ou meridiano do Pulmão tem relação com a função e o órgão dos pulmões, tendo uma relação interno/externo com a víscera intestino grosso. Está relacionado ao elemento metal.
Suas principais características funcionais são o domínio da energia pura(ar) e o controle da respiração, a regulação das "passagens de água" e o governo da pele e do pâncreas.
As principais funções do pulmão segundo a medicina oriental são:
- Governar o Qi e a respiração,
- Controlar os meridianos e vasos sanguíneos,
- Controlar a dispersão e a descida,
- Regular a "passagem das águas",
- Controlar a pele e os pêlos corpóreos,
- O Pulmão "abre-se" no nariz e "abriga" a alma corpórea (Po)(manifestação somática da alma)

### Baço Pi
Nível Energético: Tai Yin Pé
Ligação: Pulmão Tai Yin
Zodíaco: Serpente
O canal ou meridiano do Baço tem relação com a função e o órgão do baço e mantém uma ligação interno / externo com a víscera Estômago. Está relacionado ao elemento terra.
As principais funções do Baço, segundo a medicina oriental são:
- Governar a transformação e o transporte,
- Controlar o sangue,
- Controlar os músculos, as unhas e os cabelos;
- O Baço-Pâncreas "abre-se" na boca e manifesta-se nos lábios, controla a "subida do Qi" e "abriga" o pensamento/reflexão (Yi).

### Coração Xin
Nível Energético: Shao Yin Mão
Ligação: Rim Shao Yin
Zodíaco: Cavalo
O canal do meridiano do Coração tem relação com a função e o órgão cardíaco e com a função e a víscera do intestino delgado. Está relacionado ao elemento fogo.
As principais funções do coração segundo a medicina oriental, são:
- Governar o sangue,
- Controlar os vasos sanguíneos.
- Manifesta-se no aspecto físico (compleição), "abriga" a mente, "abre-se" na língua e controla a sudorese.

### Rim Shen
Nível Energético: Shao Yin Pé
Ligação: Coração Shao Yin
Zodíaco: Fênix (Galo)
O canal ou meridiano do Rim tem relação com a função e o órgão dos rins e tem uma ligação interno/externo com a víscera bexiga. Está relacionado ao elemento água.
As principais funções do rim, segundo a medicina oriental, são:
- Armazenar a essência,
- "Governar" o nascimento, crescimento, reprodução e desenvolvimento,
- Produzir as medulas,
- "Alimentar" o cérebro
- "Controlar" os ossos;
- "Governar" a água,
- Controlar a recepção do Qi;
- O Rim "abre-se" nos ouvidos e manifesta-se no cabelo, controla os dois orifícios inferiores e "abriga" a força de vontade (Zhi).

### Mestre Coração Xin Bao (Pericárdio)
Nível Energético: Jue Yin Mão
Ligação: Fígado Jue Yin
Zodíaco: Cachorro
O Pericárdio é uma espécie de guarda-costas do coração protegendo o coração dos ataques dos agentes exógenos, tem como função principal, por controlar toda série de funções que guardam relação com o coração e a função cardíaca, a circulação da massa humoral e a reprodução, que constituem a essência da vida. Essa massa circundante inclui o conteúdo humoral, hormonal e imunológico, enquanto a reprodução está relacionada especialmente com a função do sistema endócrino, particularmente das gônodas, portanto na medicina tradicional chinesa relacionado ao sistema "Rim".
Pericárdio está relacionado ao elemento fogo e ao canal ou meridiano do Triplo-Aquecedor.
As principais funções do Pericárdio, segundo a medicina oriental, são mais ou menos idênticas àquelas do coração: governa o sangue e "abriga" a mente, apresentando uma influência importante sobre o estado mental e emocional.
O seu canal (Jin) também é chamado de "circulação - sexualidade" o que não é muito exato pois em Chinês,  = a coração e = envelope ou envoltório, sendo a tradução "Pericárdio" mais adequada. Ocorreu que os primeiros ocidentais tinham dificuldade de compreender suas funções e por o  ter funções próximas as do(coração), como as de influenciar no relacionamento interpessoal, eles passaram a chamar o  por “circulação sexualidade”. Esta visão pode induzir um tratamento de distúrbios sexuais utilizando o, porém seria mais adequado tratar os canais , ,  e do, como faz a Medicina Tradicional Chinesa há milênios.

### Fígado Gan
Nível Energético: Jue Yin Pé
Ligação: Mestre Coração Jue Yin
Zodíaco: Búfalo
O canal ou meridiano do Fígado tem relação com a estrutura do órgão  fígado e a função com a víscera da Vesícula Biliar. Está relacionado ao elemento madeira.
As principais funções do fígado segundo a medicina oriental são:
- Armazena sangue (xue),
- Controla o fluxo do sangue,
- Assegura o fluxo suave do Qi,
- Controla os tendões,
- Manifesta-se nas unhas com manchas brancas, "abre-se" nos olhos e "abriga" a Alma Etérea (Hun)/(espírito).
- Emoção - Raiva / Irritabilidade
- Estação do Ano - Primavera.
- Cor - Verde.
- Órgão dos Sentidos - Olhos.
- Sabor - Azedo.
- Energia - Vento.
- Responsável pelo útero e genitalia externa, auxilia o baço-pancreas nos processos digestivos.É considerado o general dos órgãos

## As víscerasFu

### Intestino Grosso Da Chang
Nível Energético: Yang Ming Mão
Ligação: Estômago Yang Ming
Zodíaco: Coelho
O canal ou meridiano do Intestino Grosso tem relação com a função e a víscera do intestino grosso com a função e o órgão dos pulmões. Está relacionado ao elemento metal e suas principais funções são de absorção de líquidos e de componentes eletrolíticos (sódio, potássio, magnésio, cloro e bicarbonato) e eliminação de resíduos pesados.
As principais funções do intestino grosso segundo a medicina oriental, são: receber alimentos e líquidos do intestino delgado, reabsorver uma parte dos fluidos corpóreos, excretar as fezes.

### Estômago Wei
Nível Energético: Yang Ming Pé
Ligação: Int. Grosso Yang Ming
Zodíaco: Dragão
O canal ou meridiano do Estômago tem relação com a função e a víscera do estômago e com a função e os órgãos do baço e do pâncreas. Está relacionado ao elemento terra e suas principais funções são as de receber e decompor os alimentos e, juntamente com o duodeno, comandar todas as funções digestivas transformadoras dos alimentos.
As principais funções do estômago segundo a medicina oriental, são: controlar o "amadurecimento e decomposição" dos alimentos, controla o transporte das Essências (Jing) dos alimentos, controla a descendência do Qi, é a origem dos Fluidos Corpóreos (Jin Ye).

### Intestino Delgado Xiao Chang
Nível Energético: Tai Yang Mão
Ligação: Bexiga Tai Yang
Zodíaco: Ovelha
O canal do Intestino Delgado tem relação com a função e a víscera do intestino delgado e com a função e o órgão do coração. Está relacionado ao elemento fogo. Sua principal função é a de receber e armazenar temporariamente o alimento parcialmente digerido pelo estômago e executar a separação da essência a ser absorvida dos resíduos e dejetos sólidos que passarão para o intestino grosso para serem eliminados.
As principais funções do intestino delgado segundo a medicina oriental, são: controlar a recepção e a transformação e separar os Fluidos Corpóreos (Jin Ye).

### Bexiga Pang Guang
Nível Energético: Tai Yang Pé
Ligação: Int. Delgado Tai Yang
Zodíaco: Macaco
O canal ou meridiano da Bexiga tem relação com a função e a víscera da bexiga com a função e o órgão do Rim. Está relacionado ao elemento água e sua principal função é a de acumular temporariamente a urina, antes de excretá-la, além de atuar decisivamente na função equilibradora e eliminatória dos rins.
A principal função da bexiga segundo a medicina oriental é remover a água por meio da transformação do Qi.

### Triplo AquecedorSan Jiao
Nível Energético: Shao Yang Mão
Ligação: Ves. Biliar Shao Yang
Zodíaco: Gato (Porco)
O canal ou meridiano do Triplo-Aquecedor, embora não seja uma víscera no sentido substancial, abrange todos os órgãos da cavidade abdômino-torácica e suas funções generalizadas de assimilação, distribuição e expulsão dos alimentos e líquidos.
Suas três funções representam a cárdio-respiratória, que regula a circulação do sangue arterial (aquecedor superior); a digestiva, de captação e transformação dos alimentos para que haja assimilação de nutrientes (aquecedor médio); e a gênito-urinária, que inclui o controle da excreção de urina e eliminação de detritos pelo intestino grosso mas, sobretudo, a função sexual relacionada com o psiquismo (aquecedor inferior).
Está relacionado ao elemento fogo e com o canal ou meridiano da Circulação-sexualidade. Entretanto, vários autores interpretam o Triplo-Aquecedor de forma diferente, como Maciocio, por exemplo, que, ao invés de relacionar suas funções, considera mais importante, fazer referência aos três diferentes aspectos do Triplo-Aquecedor, com a finalidade de tornar suas funções mais compreensivas:
Triplo-Aquecedor como um dos Seis Sistemas Yang;
Triplo-Aquecedor como uma "via para o Qi original"
Triplo-Aquecedor como as três divisões do organismo "Névoa, Água e Lama".

### Vesícula Biliar Dan
Nível Energético: Shao Yang Pé
Ligação: 3 Aquecedor Shao Yang
Zodíaco: Rato
O canal ou meridiano da Vesícula Biliar tem relação com a função e a víscera da vesícula biliar e com a função e o órgão do fígado. Está relacionado ao elemento madeira e sua principal função é a de comandar a função biliar total, intra e extra-hepática, incluindo as vias biliares. A vesícula armazena a bile e excreta para auxiliar a digestão dos lipídios.
As principais funções da Vesícula Biliar segundo a medicina oriental, são: estocar e excretar a bile, controlar o "julgamento", controlar os tendões.